# 周富輝
周 富輝（しゅう とみてる、1950年9月28日 - ）は、広東料理の料理人。神奈川県横浜市中区出身。

## 人物
- 横浜中華街出身。料理人の家に生まれ兄が3人いる。
- 長男富新は料理人を志さず（中華料理店オーナーとなる）、次男富徳、三男富安は料理人になるも実家を継がず横浜を離れたため、末弟だった富輝が横浜に残り父の店であった「生香園」を継いだ。1990年代に兄の富徳に影響され、出たがりな性分であったことからテレビなどメディアへの出演が増えた。テレビに映るときは仕事（料理）をするとき以外でのプライベートなシーンでも常に頭にかぶり物やバンダナなどを着用していた。
- 2001年に法人税の脱税により本人と生香園が有罪判決を受けて以降、しばらく目立った活動はしていなかったが、2014年4月に次兄である富徳が死去した際に久々にメディアに登場した。現在も生香園に関連する活動や時折のイベントなどで姿を見せている。
- テレビで兄と共演した際には富徳のことを「兄貴」と呼んでいた。

## テレビ出演
- きょうの料理（NHK）
- オールスター感謝祭（TBSテレビ）
- 料理の鉄人（フジテレビ）
- 浅草橋ヤング洋品店（テレビ東京）
- 美女学（テレビ東京）
- クイズ☆タレント名鑑（TBSテレビ）
- わいど!ウオッチャー（TBSテレビ）
- ナスD大冒険TV(テレビ朝日)

## 著書・執筆
- 『横浜中華の味』(中央公論社、1996年)

- 『周富輝の広東料理』(実業之日本社、1996年)

- 『ヘルシーな中華のおかず : 身近な材料でカンタンに作れる』(主婦と生活社、1998年)